# Dandi (India)
Dandi è una cittadina dell'India. Si trova nei pressi di Navsari e Jalalpore e prospiciente l'imboccatura del Golfo di Cambay.

## Storia
In questo luogo si è svolto il gran gesto di emancipazione ideato da Gandhi nel marzo del 1930: la marcia del sale. È stata quindi teatro delle più sanguinose rappresaglie dell'India.